# ریما
ریما (به انگلیسی: Rima) که با عنوان ریما دختر جنگلی نیز شناخته می‌شود، قهرمان داستان رمانی از دبلیو. اچ. هادسون در سال ۱۹۰۴ است. در آن، ریما، یک دختر جنگلی از جنگل‌های بارانی آمریکای جنوبی که در حال کوچک شدن هستند، با ایبل، یک فراری سیاسی آشنا می‌شود. یک اقتباس سینمایی از این رمان به نام عمارت‌های سبز در سال ۱۹۵۹ با بازی آدری هپبورن ساخته شد.